# Michel Giacobini
Michel Giacobini (1873 – 1938) fue un astrónomo francés, descubridor de varios cometas.

## Biografía
Giacobini nació en Francia en 1873.
Es conocido por descubrir varios cometas, entre ellos los cometas 21P/Giacobini-Zinner (causante de la lluvia de meteoros Dracónidas), 41P/Tuttle-Giacobini-Kresak y 205P/Giacobini. Este último lo descubrió en Niza el 4 de septiembre de 1896 pero no fue visto a su regreso poco menos de 7 años más tarde por lo que se le consideró un cometa perdido y, en consecuencia, se designó D/1896 R2. Sin embargo, el 10 de septiembre de 2008, los astrónomos aficionados cazadores de supernovas, Koichi Itagaki y Hiroshi Kaneda lo redescubrieron en su decimoséptimo regreso.
Giocobini trabajó en el Observatorio de Niza hasta 1910 cuando se le pidió trasladarse al Observatorio de París.
Durante la Primera Guerra Mundial se alistó como voluntario, llegando a sufrir los efectos del gas venenoso. Tras su recuperación, retomó sus actividades astronómicas tras la guerra.